# Production Planning and Control
Production Planning and Control (Planowanie i sterowanie produkcją) - terminem tym określa się stosowanie wspomaganych komputerowo systemów w celu organizacji planowania, sterowania i nadzorowania przebiegu produkcji, począwszy od opracowania oferty, a skończywszy na wysyłce wyrobu w aspektach ilości, terminów i zdolności produkcyjnych.